# Nemesia meridionalis
Nemesia meridionalis là một loài nhện trong họ Nemesiidae.
Nemesia meridionalis được miêu tả năm 1835 bởi Costa.